# 風信子 (小說)
《風信子》，亦舒系列小說，系列編號23，屬中篇小說。香港小說版本由天地圖書出版，台灣小說版本則由林白出版社出版。除小說版本，曾改編成廣播劇。

## 小說簡介
「皆如夢，何曾共，可憐孤如釵頭鳳。」她雪白完美的面孔，顏色像半透明的瓷器，周身如籠罩一層輕煙薄霧，似幻似真，實非塵世中人，不錯，她就像一尊瓷像，可以無喜無嗔的坐一輩子。 
這樣的一個女子，卻使人心緒沸騰。

## 廣播劇
- 香港電台於1981年首播《風信子》廣播劇，主題曲《風信子》，由杜麗莎主唱，合共20集。
- 編導：
- 李安求
- 演出：
- 鍾偉明 飾演 季少堂
- 車森梅 飾演 季盼妮
- 姚秀鈴 飾演 季盼咪
- 丁茵 飾演 高瑞芳
- 朱曼子 飾演 趙榭珊
- 李學斌 飾演 趙馬可
- 傅菁葦 飾演 趙家明
- 黃浩義 飾演 趙約翰
- 林友榮 飾演 趙保羅
- 劉安東 飾演 趙路加

## 小說和廣播劇的版本差異
廣播劇的角色姓氏有所更改，如小說中的鮑瑞芳，則改為高瑞芳；宋榭珊改為趙榭珊等。